# Pałac Raichle w Suboticy
Pałac Raichle w Suboticy – pałac w Suboticy z początków XX wieku, zaliczany do zabytków kultury materialnej Serbii o wielkim znaczeniu.

## Historia
Budynek powstał w 1904 roku z inicjatywy węgierskiego architekta Ferenca Raichla. Przez kilka lat obiekt stanowił miejsce pracy i zamieszkania dla Węgra, jednak w 1908 roku z powodu bankructwa był on zmuszony do oddania nieruchomości pod licytację. Przez kilkadziesiąt lat pałac znajdował się w prywatnych rękach, aż do momentu, w którym przejęło go miasto. W 1949 roku otworzono w tym miejscu Muzeum Suboticy, natomiast w 1970 roku Galerię Sztuki Współczesnej. Funkcję tę Pałac Raichle spełnia do dziś. 

## Architektura
Ferenc Raichle wzniósł swoją siedzibę w duchu architektury secesyjnej. W elewacji budynku dominuje środkowa część z reprezentacyjnym portalem wejściowym. Z obu stron loggii widnieją drewniane wykusze z ozdobną mozaiką. Dominuje biel z elementami niebieskimi i rdzawymi.

## Galeria

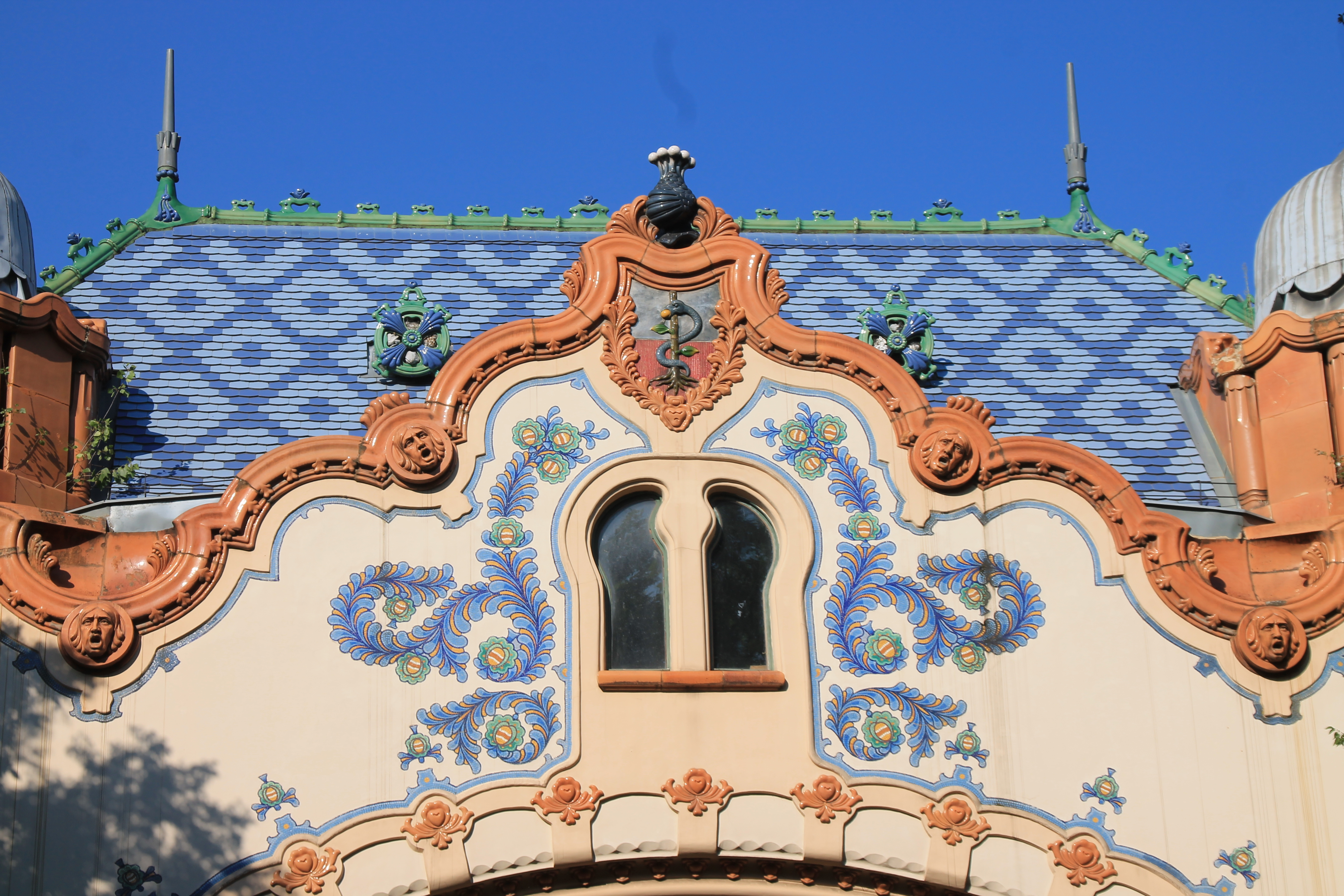
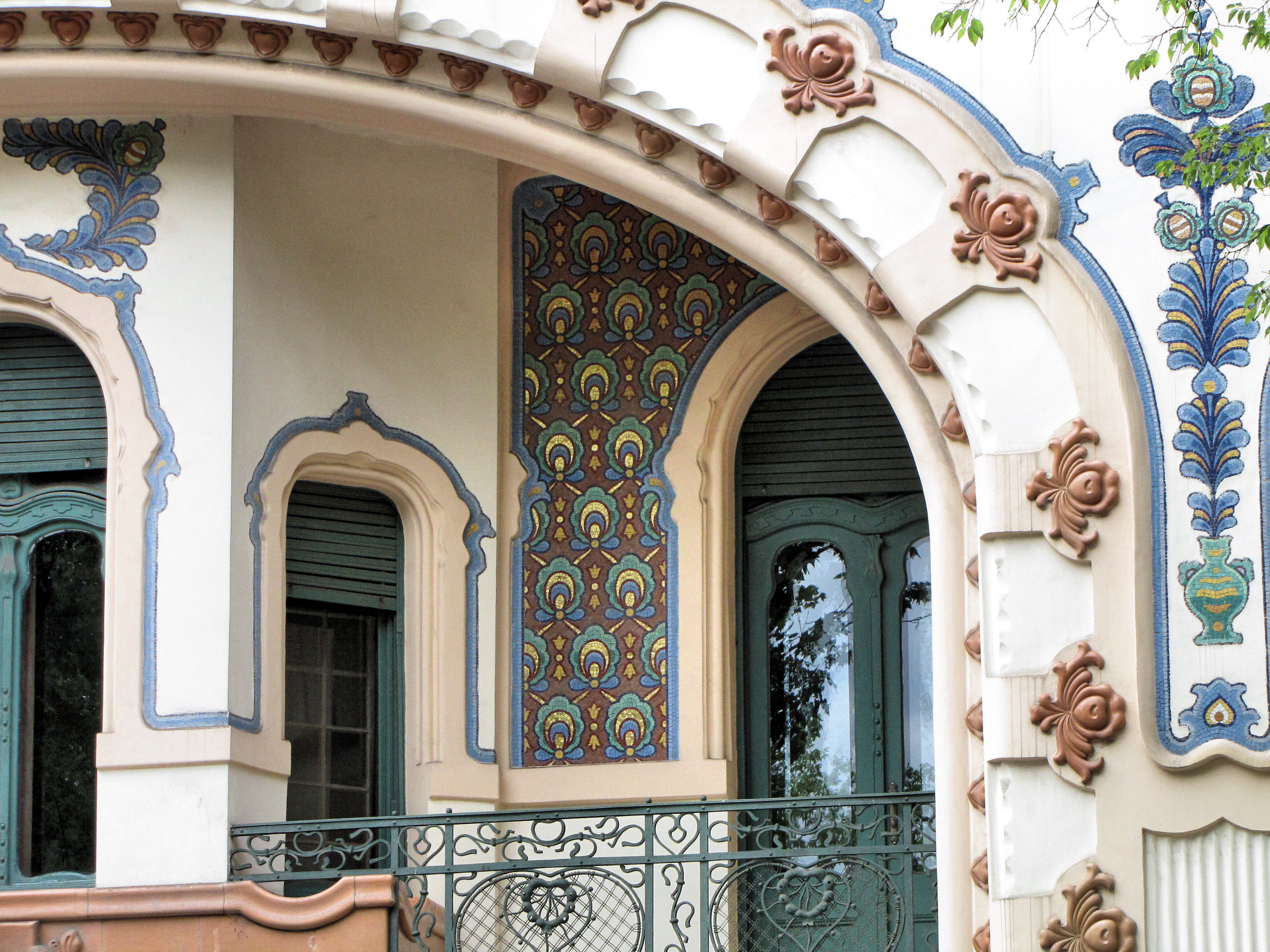
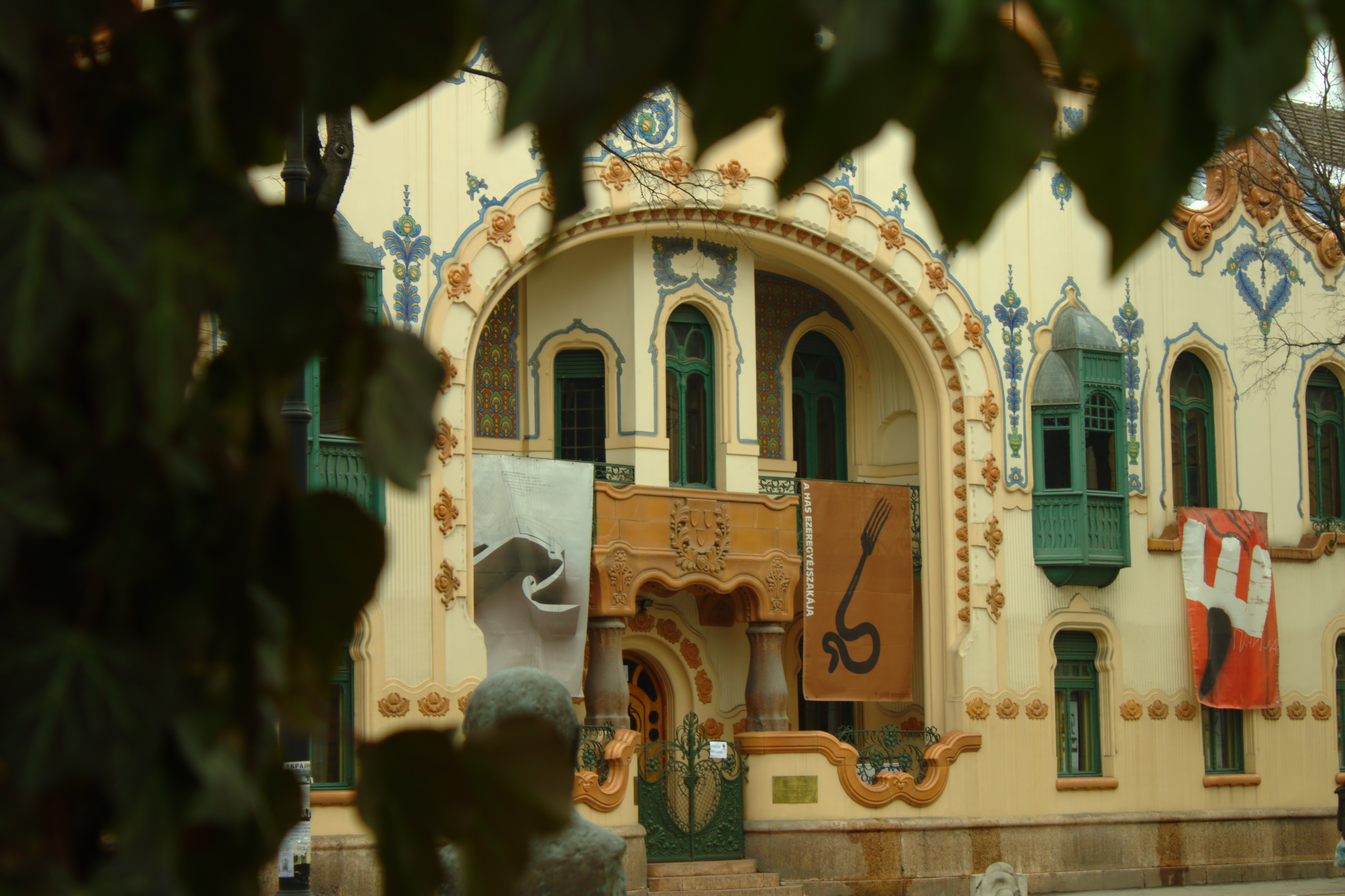